# ژاپن در المپیک تابستانی ۲۰۲۴
کاروان المپیکی ژاپن، میزبان پیشین بازی‌های المپیک ۲۰۲۰ در شهر توکیو، یکی از کاروان‌های شرکت‌کننده در بازی‌های المپیک تابستانی ۲۰۲۴ بود. این دوره از بازی‌ها از ۲۶ ژوئیه تا ۱۱ اوت ۲۰۲۴ (۵ تا ۲۱ امرداد ۱۴۰۳ خورشیدی) به میزبانی پاریس، پایتخت فرانسه برگزار شد.
کاروان المپیکی ژاپن پس از نخستین حضور در المپیک ۱۹۱۲، در تمامی ادوار به جز دو دوره شرکت داشتند؛ المپیک ۱۹۴۸ که در لندن برگزار شد و به دلیل قوانین ملی در میانه‌ی جنگ جهانی دوم از آن‌ها دعوتی به عمل نیامد، و المپیک ۱۹۸۰ به میزبانی مسکو. در این دوره ژاپن بخشی از کشورهای تحریم‌کننده به رهبری ایالات متحده بود.

## مدال‌آوران
| مدال | ورزشکار | ورزش             | رویداد                       | تاریخ    |
| ---- | --- | ---------------- | ---------------------------- | -------- |
| طلا  | ناتسومی سونودا | جودو             | ۴۸ کیلوگرم زنان              | ۲۷ ژوئیه |
| طلا  | هیفومی آبه | جودو             | ۶۶ کیلوگرم مردان             | ۲۸ ژوئیه |
| طلا  | کوکو یوشیزاوا | اسکیت‌برد         | خیابانی زنان                 | ۲۸ ژوئیه |
| طلا  | کوکی کانو | شمشیربازی        | اپه مردان                    | ۲۸ ژوئیه |
| طلا  | یوتو هاریگومه | اسکیت‌برد         | خیابانی مردان                | ۲۹ ژوئیه |
| طلا  | تاکاکی سوگینو شینوسوکه اوکا دایکی هاشیموتو کازوما کایا واتارو تانیگاوا | ژیمناستیک        | هنری تمام‌اسباب تیمی مردان    | ۲۹ ژوئیه |
| طلا  | تاکانوری ناگاسه | جودو             | ۸۱ کیلوگرم مردان             | ۳۰ ژوئیه |
| طلا  | شینوسوکه اوکا | ژیمناستیک        | تمام‌اسباب هنری انفرادی مردان | ۳۱ ژوئیه |
| طلا  | کازوکی ییمورا کیوسوکه ماتسویاما تاکاهیرو شیکینه یودای ناگانو | شمشیربازی        | فویله تیمی مردان             | ۴ اوت    |
| طلا  | شینوسوکه اوکا | ژیمناستیک        | بارفیکس مردان                | ۵ اوت    |
| طلا  | کنیچیرو فومیتا | کشتی             | ۶۰ کیلوگرم فرنگی مردان       | ۶ اوت    |
| طلا  | نائو کوساکا | کشتی             | ۷۷ کیلوگرم فرنگی مردان       | ۷ اوت    |
| طلا  | آکاری فوجینامی | کشتی             | ۵۳ کیلوگرم آزاد زنان         | ۸ اوت    |
| طلا  | ری هیگوچی | کشتی             | ۵۷ کیلوگرم آزاد مردان        | ۹ اوت    |
| طلا  | تسوگومی ساکورای | کشتی             | ۵۷ کیلوگرم آزاد زنان         | ۹ اوت    |
| طلا  | آمی یوآسا | رقص بریک         | بریک دختران                  | ۹ اوت    |
| طلا  | هاروکا کیتاگوچی | دو و میدانی      | پرتاب نیزه زنان              | ۱۰ اوت   |
| طلا  | ساکورا موتوکی | کشتی             | ۶۲ کیلوگرم آزاد زنان         | ۱۰ اوت   |
| طلا  | کوتارو کیوکا | کشتی             | ۶۵ کیلوگرم آزاد مردان        | ۱۱ اوت   |
| طلا  | یوکا کاگامی | کشتی             | ۷۶ کیلوگرم آزاد زنان         | ۱۱ اوت   |
| نقره | لیز آکاما | اسکیت‌برد         | خیابانی زنان                 | ۲۸ ژوئیه |
| نقره | تومویوکی ماتسوشیتا | شنا              | ۴۰۰ متر امدادی انفرادی مردان | ۲۸ ژوئیه |
| نقره | سانشیرو مورائو | جودو             | ۹۰ کیلوگرم مردان             | ۳۱ ژوئیه |
| نقره | آکیرا کوماتا کوکی کانو ماسارو یامادا کازویاسو مینوبه | شمشیربازی        | تیم اپه مردان                | ۲ اوت    |
| نقره | اوتا آبه سویچی هاشیموتو میکو تاشیرو سانشیرو مورائو ریکا تاکایاما تاتسورو سایتو ساکی نیزوئه تاکانوری ناگاسه آرون وولف هاروکا فوناکوبو آکیرا سونه ریوجو ناگایاما ناتسومی سونودا هیفومی آبه | جودو             | تیمی مختلط                   | ۳ اوت    |
| نقره | کوکونا هیراکی | اسکیت‌برد         | پارک زنان                    | ۶ اوت    |
| نقره | کیجو اوکادا میهو یوشیوکا | قایقرانی بادبانی | ۴۷۰ مختلط                    | ۸ اوت    |
| نقره | سوراتو آنراکو | سنگ‌نوردی         | ترکیبی مردان                 | ۹ اوت    |
| نقره | ریکوتو تامای | شیرجه            | تخته‌پرش ۱۰ متر مردان         | ۱۰ اوت   |
| نقره | هینا هایاتا میوا هاریموتو میو هیرانو | تنیس روی میز     | تیمی زنان                    | ۱۰ اوت   |
| نقره | دایچی تاکاتانی | کشتی             | ۷۴ کیلوگرم آزاد مردان        | ۱۰ اوت   |
| نقره | تایشو ساتو | پنج‌گانه مدرن     | مردان                        | ۱۰ اوت   |
| برنز | ریوجو ناگایاما | جودو             | ۶۰ کیلوگرم مردان             | ۲۷ ژوئیه |
| برنز | یوشیاکی اویوا کازوما توموتو توشیوکی تاناکا ریوزو کیتاجیما | سوارکاری         | اونتینگ تیمی                 | ۲۹ ژوئیه |
| برنز | سویچی هاشیموتو | جودو             | ۷۳ کیلوگرم مردان             | ۲۹ ژوئیه |
| برنز | هاروکا فوناکوبو | جودو             | ۵۷ کیلوگرم زنان              | ۲۹ ژوئیه |
| برنز | سرا آزوما یوکا اوئنو کارین میاواکی کوماکی کیکوچی | شمشیربازی        | فویله تیمی زنان              | ۱ اوت    |
| برنز | یوتا واتانابه آریسا هیگاشینو | بدمینتون         | مختلط دونفره                 | ۲ اوت    |
| برنز | هینا هایاتا | تنیس روی میز     | انفرادی زنان                 | ۳ اوت    |
| برنز | نامی ماتسویاما چیهارو شیدا | بدمینتون         | دونفره زنان                  | ۳ اوت    |
| برنز | ریسا تاکاشیما سری اوزاکی میساکی ایمورا شیهومی فوکوشیما | شمشیربازی        | تیم سابر زنان                | ۳ اوت    |
| برنز | هیدکی ماتسویاما | گلف              | انفرادی مردان                | ۴ اوت    |
| برنز | شینوسوکه اوکا | ژیمناستیک        | میله پارالل مردان            | ۵ اوت    |
| برنز | نونوکا اوزاکی | کشتی             | ۶۸ کیلوگرم آزاد زنان         | ۶ اوت    |
| برنز | یویی سوساکی | کشتی             | ۵۰ کیلوگرم آزاد زنان         | ۷ اوت    |

| ورزشکاران چندمداله | ورزشکاران چندمداله | ورزشکاران چندمداله | ورزشکاران چندمداله | ورزشکاران چندمداله | ورزشکاران چندمداله | ورزشکاران چندمداله |
| ------------------ | ------------------ | ------------------ | ------------------ | ------------------ | ------------------ | ------------------ |
| ورزشکار            | ورزش               | 1                  | 2                  | 3                  | کل                 |                    |
| اوکا               | ژیمناستیک          | ۳                  | ۰                  | ۱                  | ۴                  |                    |
| کانو               | شمشیربازی          | ۱                  | ۱                  | ۰                  | ۲                  |                    |
| آبه                | جودو               | ۱                  | ۱                  | ۰                  | ۲                  |                    |
| سونودا             | جودو               | ۱                  | ۱                  | ۰                  | ۲                  |                    |
| ناگاسه             | جودو               | ۱                  | ۱                  | ۰                  | ۲                  |                    |
| مورائو             | جودو               | ۰                  | ۲                  | ۰                  | ۲                  |                    |
| فوناکوبو           | جودو               | ۰                  | ۱                  | ۱                  | ۲                  |                    |
| ناگایاما           | جودو               | ۰                  | ۱                  | ۱                  | ۲                  |                    |
| هاشیموتو           | جودو               | ۰                  | ۱                  | ۱                  | ۲                  |                    |
| هایاتا             | تنیس روی میز       | ۰                  | ۱                  | ۱                  | ۲                  |                    |

## شرکت‌کنندگان
میتسوگی اوگاتا به عنوان رئیس هیأت کاروان ژاپن برگزیده شد.
فهرست ورزشکاران کاروان ژاپن در جدول زیر گردآوردی شده است.
| ورزش              | مردان | زنان | کل  |
| ----------------- | ----- | ---- | --- |
| تیراندازی با کمان | ۳     | ۱    | ۴   |
| شنای موزون        | ۰     | ۹    | ۹   |
| دو و میدانی       | ۲۹    | ۲۰   | ۴۹  |
| بدمینتون          | ۵     | ۷    | ۱۲  |
| بسکتبال           | ۱۲    | ۱۲   | ۲۴  |
| بوکس              | ۲     | ۰    | ۲   |
| رقص بریک          | ۲     | ۲    | ۴   |
| قایقرانی          | ۲     | ۱    | ۳   |
| دوچرخه‌سواری       | ۹     | ۹    | ۱۸  |
| شیرجه             | ۲     | ۳    | ۵   |
| سوارکاری          | ۶     | ۰    | ۶   |
| شمشیربازی         | ۷     | ۷    | ۱۴  |
| هاکی روی چمن      | ۰     | ۱۶   | ۱۶  |
| فوتبال            | ۱۸    | ۱۸   | ۳۶  |
| گلف               | ۲     | ۲    | ۴   |
| ژیمناستیک         | ۶     | ۵    | ۱۱  |
| هندبال            | ۱۴    | ۰    | ۱۴  |
| جودو              | ۷     | ۷    | ۱۴  |
| پنج‌گانه مدرن      | ۱     | ۱    | ۲   |
| روئینگ            | ۳     | ۲    | ۵   |
| راگبی ۷ نفره      | ۱۲    | ۱۲   | ۲۴  |
| قایقرانی بادبانی  | ۳     | ۴    | ۷   |
| تیراندازی         | ۲     | ۱    | ۳   |
| اسکیت‌برد          | ۴     | ۶    | ۱۰  |
| سنگ‌نوردی          | ۲     | ۲    | ۴   |
| موج‌سواری          | ۳     | ۱    | ۴   |
| شنا               | ۱۵    | ۱۴   | ۲۹  |
| تنیس روی میز      | ۳     | ۳    | ۶   |
| تنیس              | ۲     | ۴    | ۶   |
| سه‌گانه            | ۲     | ۱    | ۳   |
| والیبال           | ۱۲    | ۱۴   | ۲۶  |
| واترپلو           | ۱۲    | ۰    | ۱۲  |
| وزنه‌برداری        | ۲     | ۱    | ۳   |
| کشتی              | ۸     | ۶    | ۱۴  |
| کل                | ۲۱۲   | ۱۹۱  | ۴۰۳ |